# Скороваров, Джон Иванович
Джон Иванович Скороваров(08.12.1928 — ?) — российский учёный в области общей химической технологии, гидрометаллургии радиоактивных, редких и рассеянных металлов, доктор технических наук(1976), профессор, директор ВНИИХТ(1974-1999), лауреат Государственной премии СССР (1978) за комплекс исследований и разработок в области синтеза и использования высокоэффективных комплексообразующих соединений. Член Ядерного общества России. За работы по извлечению редкоземельных элементов из фосфоритов и лопаритов удостоен в 1986 г. премии Совета Министров СССР.Награждён орденом Трудового Красного Знамени и медалями,  депутат Моссовета. Заслуженный изобретатель Российской Федерации (более 100 авторских свидетельств), автор и соавтор более 300 научных трудов. 

## Биография
Родился в Киеве в семье служащих. После окончания в 1951 году Московского института цветных металлов и золота им. М. И. Калинина работал в ИОНХ АН СССР. В 1954—1969 гг. младший, старший научный сотрудник ВНИИ химической технологии. В 1969—1974 гг. — зам. начальника НТУ Министерства среднего машиностроения.
Проводил физико-химические исследования экстракции урана и других металлов из водных растворов сложного и переменного кислотно-солевого состава полидентатными экстрагентами. Эти исследования положили начало появлению нового класса суперэкстрагентов, обладающих повышенной комплексообразующей способностью в отношении некоторых цветных, редких, радиоактивных и рассеянных элементов. По его инициативе и при непосредственном участии было организовано промышленное производство полифосфонитрилхлорида и на его основе полиорганофосфазенов, которые составили новый раздел химии экстракции и нашли применение в промышленности. Была решена проблема комплексного использования фосфоритов с попутным извлечением урана, редкоземельных элементов, скандия, тория.
Под его научным руководством разработаны и внедрены в производство технологические процессы и аппаратурное оформление цехов по экстракционной переработке сложных уран- и торий-содержащих фосфоритов. В 1970—80-х годах под его руководством выполнены пионерские исследования по химии и технологии переработки скандиевого сырья с получением чистых оксидов и лигатур. При его непосредственном участии впервые в СССР осуществлены разработка и крупномасштабное промышленное внедрение экстракционной технологии извлечения и очистки урана из десорбционных растворов на рудоперерабатывающих заводах с использованием экстрагентов.

## Сочинения
- Гидрометаллургическая переработка уранорудного сырья / [Ю.В. Смирнов, З.И. Ефимова, Д.И. Скороваров, Г.Ф. Иванов] ; Под ред. Д.И. Скороварова. - Москва : Атомиздат, 1979. - 280 с. : ил.; 22 см.
- Справочник по геотехнологии урана / [В. И. Белецкий и др.]; Под ред. Д. И. Скороварова. - М. : Энергоатомиздат, 1997. - 672 с. : ил.; 21 см.; ISBN 5-283-02917-4
- Переработка бедных урановых руд в СССР / Д. И. Скороваров, Б. Н. Ласкорин, Г. Ф. Иванов // Uranium ore processing. - Vienna, 1976. - P. 141–153.
- Recovery of rare earth elements from phosphorites in the USSR / Skorovarov J.I., Kosynkin V.D., Moiseev S.D., Rura N.N. // Journal of Alloys and Compounds. 1992. Т. 180. № 1-2. С. 71-76.